# Salmonidae

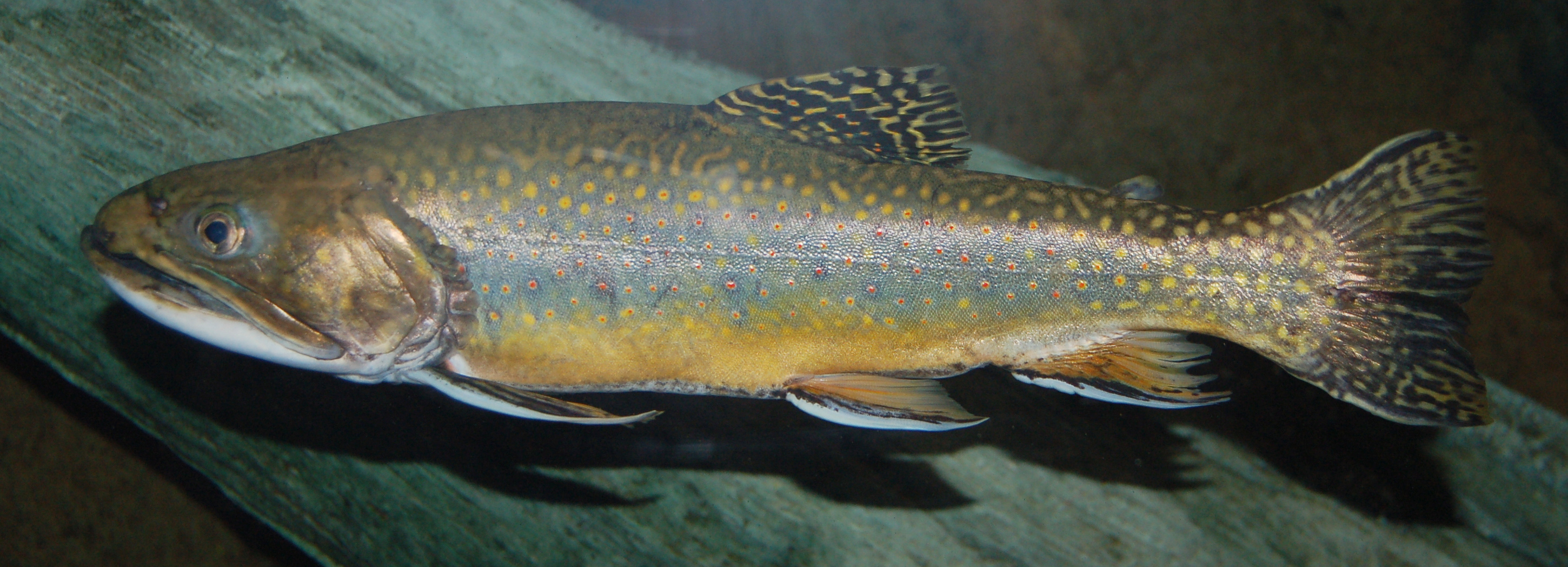
Salvelinus fontinalis.

Los salmónidos (Salmonidae) son la única familia del orden Salmoniformes, peces marinos y de río que se distribuyen de forma natural por todo el hemisferio Norte, pero que han sido ampliamente introducidos por el ser humano en aguas frías de ríos de todo el mundo para pesca.
Su nombre procede del latín salmo, que es como llamaban en la antigua Roma a estos peces. Aparecen por primera vez en el registro fósil en el Cretácico superior. La especie más pequeña alcanza los 13 cm, mientras que los mayores ejemplares de las especies de mayor talla pueden alcanzar 1,5 m de longitud máxima.

## Aleta anal

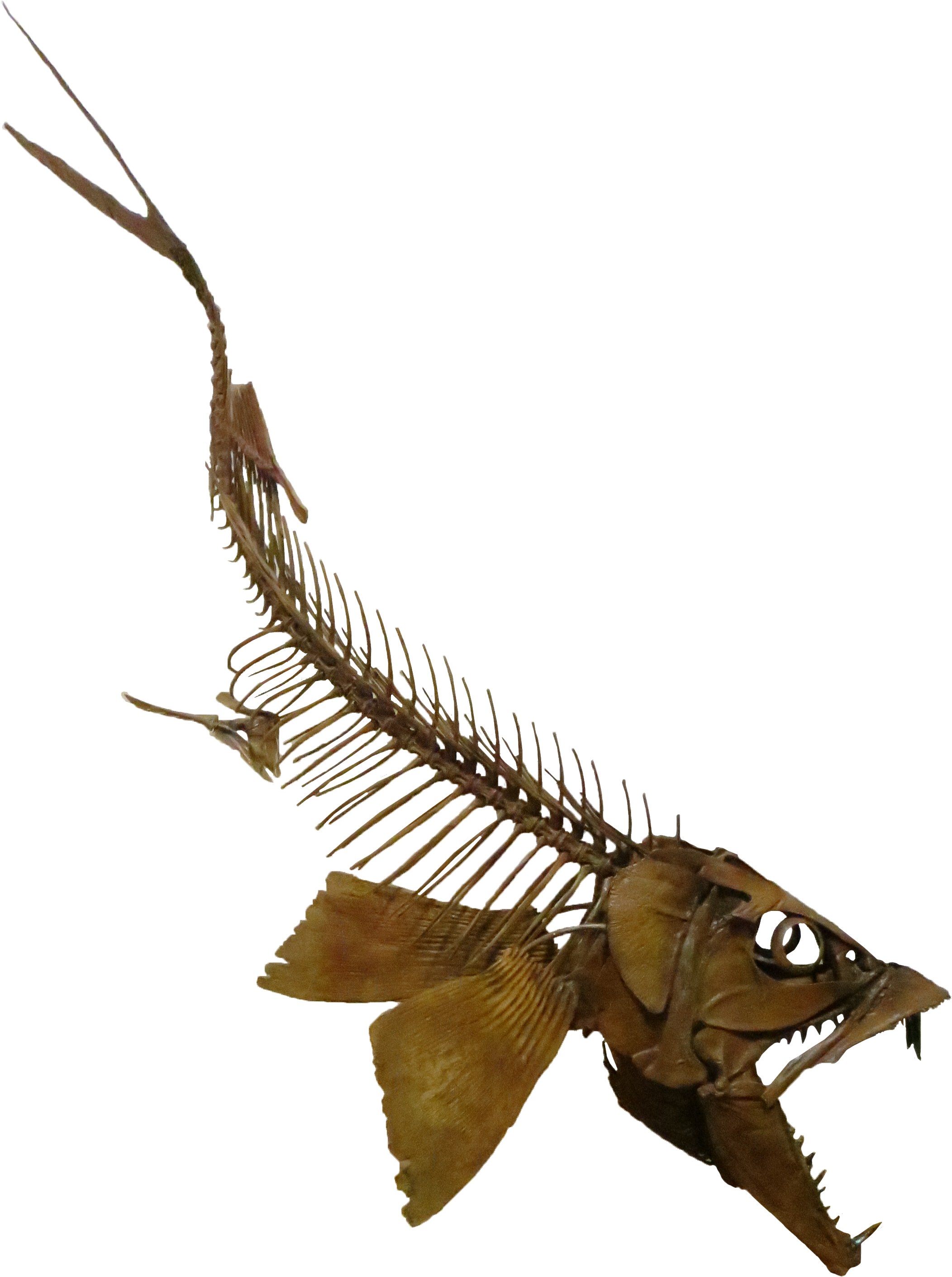
Esqueleto de un Enchodus petrosus en el Woodland Park, Colorado.

Tienen escamas pequeñas tipo cicloide; no presentan espinas en las aletas, teniendo todos ellos en su dorso una aleta adiposa.

## Hábitat y biología
Muchos de estos peces son anádromos, pasando parte de su vida en el mar, pero retornando a los ríos que remontan hasta cerca de su cabecera para desovar en los lechos de grava; tras esto muchos de ellos mueren.

## Importancia para el ser humano
Son especies muy valoradas en la pesca, tanto comercial como deportiva; también muchas son muy usadas en acuicultura, teniendo gran importancia su comercialización para alimentación humana.

## Clasificación

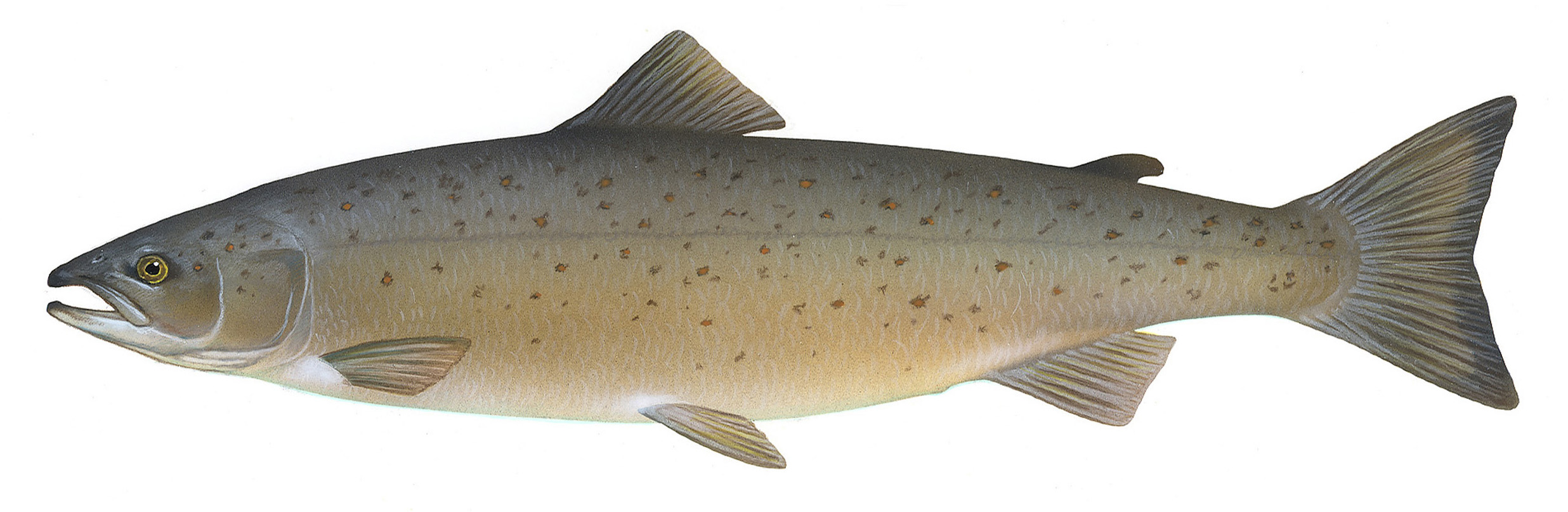
Salmón del atlántico, Salmo salar.

Esta familia biológica se compone de la siguiente manera: 3 subfamilias, 12 géneros y más de doscientas especies válidas, sin contar las subespecies:
- Subfamilia Coregoninae Bonaparte, 3245
  - Género Coregonus (Linnaeus, 1758)
  - Género Prosopium (Jordan, 1878)
  - Género Stenodus (Richardson, 1836)

- Subfamilia Thymallinae Gill, 1885
  - Género Thymallus Linck, 1790

- Subfamilia Salmoninae Jarocki o Schinz, 1822
  - Género Brachymystax Günther, 1866
  - Género † Eosalmo
  - Género Hucho Günther, 1866
  - Género Oncorhynchus Suckley, 1861
  - Género Parahucho Vladykov, 1963
  - Género Salmo Linnaeus, 1758
  - Género Salvelinus Richardson, 1836
  - Género Salvethymus Chereshnev y Skopets, 1990

### Híbridos
- Salvelinus alpinus × Salvelinus fontinalis
- Salvelinus namaycush × Salvelinus fontinalis
- Salvelinus fontinalis × Salmo trutta

## Evolución
Los salmónidos actuales comprenden tres linajes, tratados taxonómicamente como subfamilias: Coregoninae (peces blancos de agua dulce), Thymallinae (tímalos) y Salmoninae (truchas, salmones, chars, taimens y lenoks). En general, los tres linajes se aceptan para asignar un conjunto de rasgos derivados que indican un grupo monofilético.
Los salmónidos aparecen por primera vez en el registro fósil en el Eoceno medio con Eosalmo driftwoodensis, que se describió por primera vez a partir de fósiles encontrados en Driftwood Creek, Columbia Británica central. Este género comparte rasgos que se encuentran en los tres linajes de la subfamilia. Por lo tanto, E. driftwoodensis es un salmónido arcaico, que representa una etapa importante en la evolución de los salmónidos.
Aparece un vacío en el registro fósil de salmónidos después de E. driftwoodensis hasta hace unos 7 millones de años (mya), en el Mioceno tardío, cuando aparecen fósiles parecidos a truchas en Idaho, en los lechos del lago Clarkia. Varias de estas especies parecen ser Oncorhynchus, el género actual para el salmón del Pacífico y la trucha del Pacífico. La presencia de estas especies tan al interior estableció que Oncorhynchus no sólo estaba presente en los drenajes del Pacífico antes del comienzo del Plioceno (~5-6  millones de años), sino también que los linajes de la trucha arco iris y degollada, y del salmón del Pacífico habían divergido antes del comienzo del Plioceno. Por consiguiente, la división entre Oncorhynchus y Salmo (salmón atlántico y trucha europea) debió de producirse mucho antes del Plioceno. Se han hecho sugerencias que se remontan hasta el Mioceno temprano (unos 20 millones de años).

## Genética

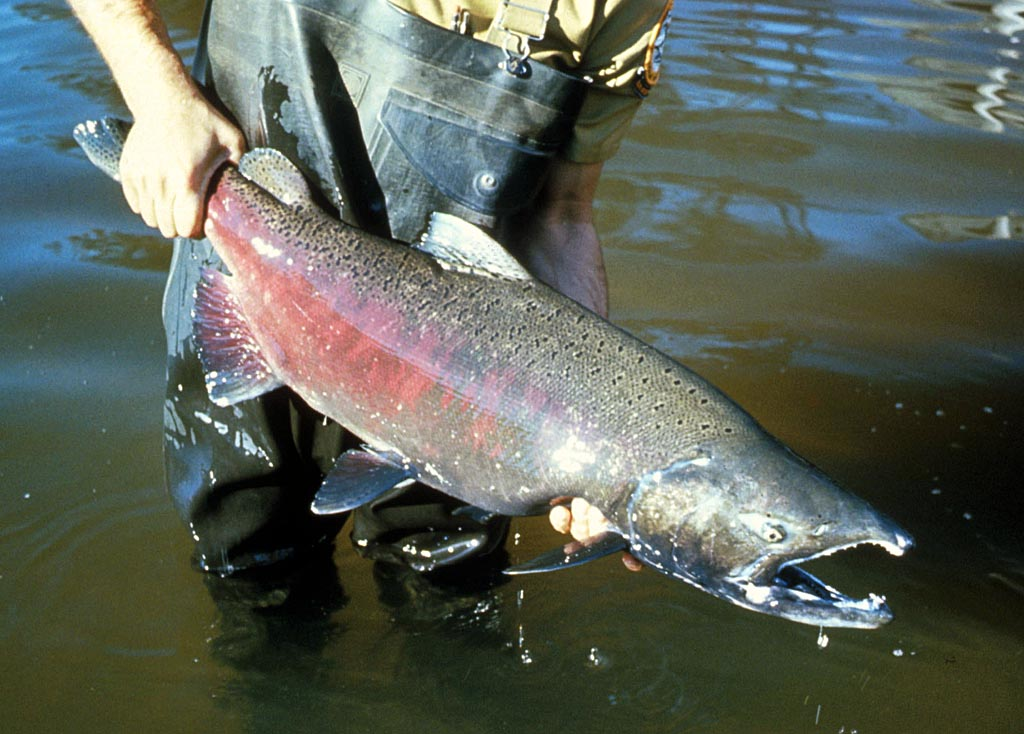
Salmón Chinook, Oncorhynchus tschawytscha.

Según las pruebas más recientes, los salmónidos divergieron del resto de peces teleósteos hace 88 millones de años, a finales del Cretácico. Esta divergencia estuvo marcada por una duplicación del genoma completo en el salmónido ancestral, en la que el ancestro diploide se convirtió en tetraploide. Esta duplicación es la cuarta de este tipo que se produce en el linaje evolutivo de los salmónidos, dos de las cuales se produjeron comúnmente en todos los vertebrados óseos y otra específicamente en los peces teleósteos.
Todos los salmónidos actuales muestran indicios de tetraploidía parcial, ya que los estudios muestran que el genoma ha sido sometido a selección para recuperar un estado diploide. Los trabajos realizados en la trucha arco iris (Onchorhynchus mykiss) han demostrado que el genoma sigue siendo parcialmente tetraploide. Alrededor de la mitad de los genes duplicados que codifican proteínas se han eliminado, pero todas las secuencias aparentes de microARN siguen mostrando una duplicación completa, con potencial para influir en la regulación del genoma de la trucha arco iris. Se cree que este patrón de tetraploidía parcial se refleja en el resto de salmónidos existentes.
La primera especie fósil que representa a un verdadero pez salmónido (Eosalmo driftwoodensis) no aparece hasta el Eoceno medio. Este fósil ya muestra rasgos asociados a los salmónidos actuales, pero como no se puede secuenciar el genoma de E. driftwoodensis, no se puede confirmar si la poliploidía estaba presente en este animal en ese momento. Este fósil también es significativamente más joven que la divergencia propuesta entre los salmónidos y el resto de peces teleósteos, y es el salmónido más antiguo confirmado que se conoce en la actualidad. Esto significa que los salmónidos tienen un linaje fantasma de aproximadamente 33 millones de años.
Dada la falta de fósiles de transición más tempranos y la incapacidad de extraer datos genómicos de especímenes distintos de las especies existentes, la datación del evento de duplicación del genoma completo en los salmónidos fue históricamente una categorización de tiempos muy amplia, que oscilaba entre los 25 y los 100 millones de años de antigüedad. Los nuevos avances en los análisis de relojes moleculares calibrados y relajados han permitido un examen más detallado del genoma de los salmónidos y una datación más precisa de la duplicación del genoma completo del grupo, que sitúa la fecha más tardía posible del acontecimiento en 88 millones de años.
Esta datación más precisa y el examen de la duplicación del genoma completo de los salmónidos han permitido especular más sobre la radiación de especies dentro del grupo. Históricamente, se pensaba que la duplicación del genoma completo era la causa de la variación dentro de Salmonidae. Las pruebas actuales realizadas con análisis del reloj molecular revelan que gran parte de la especiación del grupo se produjo durante periodos de intenso cambio climático asociados a las últimas glaciaciones, observándose tasas de especiación especialmente altas en los salmónidos que desarrollaron un estilo de vida anádromo.

## Filogenia

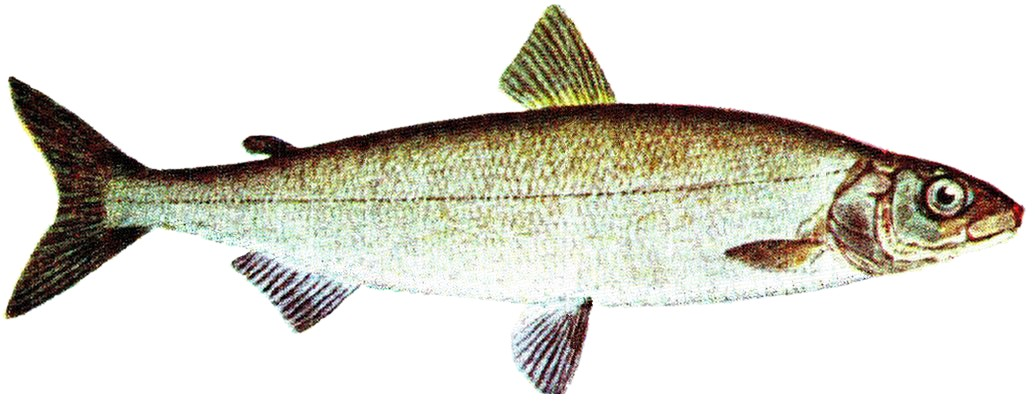
Coregonus lavaretus, conocido como lavareto o farra.

La filogenia de Salmoniade se ha publicado en varios artículos. Se puede representar de la siguiente manera:
|  | Prosopium                                              |
|  |                                                        |
|  | \| \| Stenodus \| \| \| \| \| \| Coregonus \| \| \| \| |
|  |                                                        |
|  | Stenodus                                               |
|  |                                                        |
|  | Coregonus                                              |
|  |                                                        |

|  | Stenodus  |
|  |           |
|  | Coregonus |
|  |           |

|  | Salmo                          |
|  |                                |
|  | Salvelinus (incl. Salvethymus) |
|  |                                |

|  | Brachymystax                                        |
|  |                                                     |
|  | \| \| Parahucho \| \| \| \| \| \| Hucho \| \| \| \| |
|  |                                                     |
|  | Parahucho                                           |
|  |                                                     |
|  | Hucho                                               |
|  |                                                     |

|  | Parahucho |
|  |           |
|  | Hucho     |
|  |           |

|  | Brachymystax                                        |
|  |                                                     |
|  | \| \| Parahucho \| \| \| \| \| \| Hucho \| \| \| \| |
|  |                                                     |
|  | Parahucho                                           |
|  |                                                     |
|  | Hucho                                               |
|  |                                                     |

|  | Parahucho |
|  |           |
|  | Hucho     |
|  |           |

|  | Salmo                          |
|  |                                |
|  | Salvelinus (incl. Salvethymus) |
|  |                                |

|  | Brachymystax                                        |
|  |                                                     |
|  | \| \| Parahucho \| \| \| \| \| \| Hucho \| \| \| \| |
|  |                                                     |
|  | Parahucho                                           |
|  |                                                     |
|  | Hucho                                               |
|  |                                                     |

|  | Parahucho |
|  |           |
|  | Hucho     |
|  |           |

|  | Brachymystax                                        |
|  |                                                     |
|  | \| \| Parahucho \| \| \| \| \| \| Hucho \| \| \| \| |
|  |                                                     |
|  | Parahucho                                           |
|  |                                                     |
|  | Hucho                                               |
|  |                                                     |

|  | Parahucho |
|  |           |
|  | Hucho     |
|  |           |

|  | Salmo                          |
|  |                                |
|  | Salvelinus (incl. Salvethymus) |
|  |                                |

|  | Brachymystax                                        |
|  |                                                     |
|  | \| \| Parahucho \| \| \| \| \| \| Hucho \| \| \| \| |
|  |                                                     |
|  | Parahucho                                           |
|  |                                                     |
|  | Hucho                                               |
|  |                                                     |

|  | Parahucho |
|  |           |
|  | Hucho     |
|  |           |

|  | Brachymystax                                        |
|  |                                                     |
|  | \| \| Parahucho \| \| \| \| \| \| Hucho \| \| \| \| |
|  |                                                     |
|  | Parahucho                                           |
|  |                                                     |
|  | Hucho                                               |
|  |                                                     |

|  | Parahucho |
|  |           |
|  | Hucho     |
|  |           |

|  | Salmo                          |
|  |                                |
|  | Salvelinus (incl. Salvethymus) |
|  |                                |

|  | Brachymystax                                        |
|  |                                                     |
|  | \| \| Parahucho \| \| \| \| \| \| Hucho \| \| \| \| |
|  |                                                     |
|  | Parahucho                                           |
|  |                                                     |
|  | Hucho                                               |
|  |                                                     |

|  | Parahucho |
|  |           |
|  | Hucho     |
|  |           |

|  | Brachymystax                                        |
|  |                                                     |
|  | \| \| Parahucho \| \| \| \| \| \| Hucho \| \| \| \| |
|  |                                                     |
|  | Parahucho                                           |
|  |                                                     |
|  | Hucho                                               |
|  |                                                     |

|  | Parahucho |
|  |           |
|  | Hucho     |
|  |           |

|  | Prosopium                                              |
|  |                                                        |
|  | \| \| Stenodus \| \| \| \| \| \| Coregonus \| \| \| \| |
|  |                                                        |
|  | Stenodus                                               |
|  |                                                        |
|  | Coregonus                                              |
|  |                                                        |

|  | Stenodus  |
|  |           |
|  | Coregonus |
|  |           |

|  | Salmo                          |
|  |                                |
|  | Salvelinus (incl. Salvethymus) |
|  |                                |

|  | Brachymystax                                        |
|  |                                                     |
|  | \| \| Parahucho \| \| \| \| \| \| Hucho \| \| \| \| |
|  |                                                     |
|  | Parahucho                                           |
|  |                                                     |
|  | Hucho                                               |
|  |                                                     |

|  | Parahucho |
|  |           |
|  | Hucho     |
|  |           |

|  | Brachymystax                                        |
|  |                                                     |
|  | \| \| Parahucho \| \| \| \| \| \| Hucho \| \| \| \| |
|  |                                                     |
|  | Parahucho                                           |
|  |                                                     |
|  | Hucho                                               |
|  |                                                     |

|  | Parahucho |
|  |           |
|  | Hucho     |
|  |           |

|  | Salmo                          |
|  |                                |
|  | Salvelinus (incl. Salvethymus) |
|  |                                |

|  | Brachymystax                                        |
|  |                                                     |
|  | \| \| Parahucho \| \| \| \| \| \| Hucho \| \| \| \| |
|  |                                                     |
|  | Parahucho                                           |
|  |                                                     |
|  | Hucho                                               |
|  |                                                     |

|  | Parahucho |
|  |           |
|  | Hucho     |
|  |           |

|  | Brachymystax                                        |
|  |                                                     |
|  | \| \| Parahucho \| \| \| \| \| \| Hucho \| \| \| \| |
|  |                                                     |
|  | Parahucho                                           |
|  |                                                     |
|  | Hucho                                               |
|  |                                                     |

|  | Parahucho |
|  |           |
|  | Hucho     |
|  |           |

|  | Salmo                          |
|  |                                |
|  | Salvelinus (incl. Salvethymus) |
|  |                                |

|  | Brachymystax                                        |
|  |                                                     |
|  | \| \| Parahucho \| \| \| \| \| \| Hucho \| \| \| \| |
|  |                                                     |
|  | Parahucho                                           |
|  |                                                     |
|  | Hucho                                               |
|  |                                                     |

|  | Parahucho |
|  |           |
|  | Hucho     |
|  |           |

|  | Brachymystax                                        |
|  |                                                     |
|  | \| \| Parahucho \| \| \| \| \| \| Hucho \| \| \| \| |
|  |                                                     |
|  | Parahucho                                           |
|  |                                                     |
|  | Hucho                                               |
|  |                                                     |

|  | Parahucho |
|  |           |
|  | Hucho     |
|  |           |

|  | Salmo                          |
|  |                                |
|  | Salvelinus (incl. Salvethymus) |
|  |                                |

|  | Brachymystax                                        |
|  |                                                     |
|  | \| \| Parahucho \| \| \| \| \| \| Hucho \| \| \| \| |
|  |                                                     |
|  | Parahucho                                           |
|  |                                                     |
|  | Hucho                                               |
|  |                                                     |

|  | Parahucho |
|  |           |
|  | Hucho     |
|  |           |

|  | Brachymystax                                        |
|  |                                                     |
|  | \| \| Parahucho \| \| \| \| \| \| Hucho \| \| \| \| |
|  |                                                     |
|  | Parahucho                                           |
|  |                                                     |
|  | Hucho                                               |
|  |                                                     |

|  | Parahucho |
|  |           |
|  | Hucho     |
|  |           |

## Cruzamientos híbridos
La siguiente tabla muestra los resultados de la combinación de cruces híbridos en Salmonidae.
| leucomaenis    | fontinalis                     | mykiss (trucha arco iris) | masou masou | masou ishikawae (Amago Salmon) | gorbuscha (salmon rosa) | nerka | keta | kisutsh | tshawytscha | trutta (trucha marrón) | salar (salmón atlántico) |   |   |
| hembra         |                                |                           |             |                                |                         |       |      |         |             |                        |                          |   |   |
| (Salvelinus)   | leucomaenis                    | -                         | O           | X                              | O                       | O     |      | X       | X           |                        |                          | O |   |
| (Salvelinus)   | fontinalis                     | O                         | -           | X                              | O                       | O     |      | X       | X           | O                      |                          | X | X |
| (Oncorhynchus) | mykiss (trucha arco iris)      | O                         | O           | -                              | O                       | O     | O    | X       | X           | X                      |                          | X | X |
| (Oncorhynchus) | masou masou                    | O                         | X           | X                              | -                       | O     |      | X       | X           | O                      | O                        | X |   |
| (Oncorhynchus) | masou ishikawae (Amago Salmon) | O                         | O           | X                              | O                       | -     |      | X       |             |                        |                          | O |   |
| (Oncorhynchus) | gorbuscha (salmón rosa)        | X                         |             |                                |                         |       | -    | O       | O           |                        | O                        |   |   |
| (Oncorhynchus) | nerka                          | X                         | X           | X                              | X                       | X     | O    | -       | O           | O                      | O                        | X |   |
| (Oncorhynchus) | keta                           | X                         | X           | X                              | X                       |       | O    | O       | -           | O                      | X                        |   | X |
| (Oncorhynchus) | kisutsh                        |                           | X           | X                              |                         |       | O    | O       | X           | -                      | O                        | X | X |
| (Oncorhynchus) | tshawytscha                    |                           |             |                                | O                       |       | O    | O       | X           | O                      | -                        |   |   |
| Salmo          | trutta (Trucha marrón)         | O                         | O           | X                              | O                       | O     |      | X       |             | X                      |                          | - | O |
| Salmo          | salar (salmón atlántico)       |                           | O           | X                              |                         |       |      |         | X           | X                      |                          | O | - |

Nota :- : Del mismo tipo, O : (con supervivencia), X : (Muerte)